# Сухой Кут
Сухой Кут — хутор в Курганинском районе Краснодарского края. Входит в состав Воздвиженского сельского поселения.

## География
Расположен на Закубанской равнине на правом берегу реки Лаба, в 39 километрах к Северо-Западу от административного центра Курганинска и в 94 км к востоку от Краснодара.

### Улицы
| - ул. 8 Марта, - ул. Коммунаров, - ул. Кооперативная, - ул. Красная, - ул. Майская, | - ул. Молодёжная, - ул. Набережная, - ул. Пионерская, - ул. Пролетарская, - ул. Школьная. |

## Население
| 2002 | 2010 |
| ---- | ---- |
| 706  | ↘603 |